# Yahoo! Search
Yahoo! Search – wyszukiwarka internetowa, stworzona przez amerykańską firmę Yahoo! Pod koniec listopada 2022 r. wyszukiwarka Yahoo! Search miała 1,23% udziału w rynku wyszukiwań internetowych.

## Historia
Wyszukiwarkę wprowadzono na rynek w 1995 r., jako uzupełnienie katalogu stron Yahoo! opublikowanego w 1994 r. Przed pojawieniem się na rynku wyszukiwarki Google w 1998, Yahoo! Search było drugą najpopularniejszą po Altaviście wyszukiwarką. 29 lipca 2009 Yahoo! i Microsoft porozumiały się w sprawie współpracy na 10 lat. Na mocy porozumienia, Yahoo! Search zastąpiło własny silnik do wyszukiwania rozwiązaniem Microsoftu, Bing. Pomiędzy 2015 a 2019, Yahoo! Search korzystało z wyszukiwarki Google, a następnie powróciło do Binga. 